# Avalon (película de 2001)
Avalon (アヴァロン Avaron?), también conocida como Gate to Avalon, es una película de 2001 de género dramático y de ciencia ficción dirigida por Mamoru Oshii y escrita por Kazunori Itō. Una coproducción internacional de Japón y Polonia protagonizada por Małgorzata Foremniak como Ash, una jugadora de un videojuego ilegal de realidad virtual cuyo sentido de la realidad se ve desafiado mientras intenta desentrañar la verdadera naturaleza y el propósito del juego. Avalon se rodó en Wrocław, Nowa Huta, la fortaleza de Modlin y Varsovia. La película de 2009 Assault Girls, escrita y dirigida por Oshii, es una secuela independiente ambientada en el mismo universo ficticio que Avalon.

## Trama
En un futuro próximo, muchas personas se volverán adictas a Avalon, un shooter de realidad virtual de temática militar. En el juego, jugadores en solitario o en grupos asaltan niveles llenos de enemigos controlados por la IA y jugadores contrarios. Los ganadores son recompensados con puntos de experiencia y dinero del juego, que pueden canjearse por dinero en efectivo, lo que permite a los jugadores expertos ganarse la vida. A medida que sus cerebros interactúan directamente con el juego, Avalon impone importantes tensiones mentales a los jugadores y los ha dejado catatónicos en muchos casos. Ash es una jugadora famosa por sus habilidades, que solo juega en solitario después de que su equipo Team Wizard se disolviera. Después de una misión de Clase A, el GM (Game Master) le advierte del peligro del siguiente nivel y le sugiere que se una a un grupo. Al día siguiente, Ash observa a un personaje clase Bishop batir su tiempo récord en la misma misión. Intrigada, Ash intenta aprender sobre él o su avatar, pero no lo logra. Cuando sale de la terminal de juego, el jugador Obispo la observa.
Ash se encuentra con un excompañero de equipo, Stunner, quien menciona a Murphy, su exlíder de equipo. Mientras los dos visitan a Murphy en un hospital, Stunner le dice que Murphy fue tras un NPC oculto en Avalon, una joven apodada "fantasma". La niña es supuestamente la única puerta de entrada al rumoreado Special A, una misión extremadamente gratificante pero increíblemente desafiante donde los jugadores no pueden "reiniciar" (una mecánica que permite a los jugadores abortar la misión sin que sus avatares mueran ). Los jugadores que persiguieron al "fantasma" nunca se despertaron del juego y se convirtieron en "No regresados". Mientras Ash camina por el pasillo, una chica que parece "fantasma" la observa. Ash mira a Murphy, que ahora está en coma.
En casa, Ash busca palabras sobre Avalon, Unreturned y el fantasma. La búsqueda la lleva a las "Nueve Hermanas", otra referencia de la leyenda artúrica. Investigar y cuestionar más a fondo el transgénico resulta infructuoso. Al ingresar al juego, Ash recibe una invitación a una reunión y es emboscada por un grupo de agresores, que la atrajeron allí para robar su equipo. Después de dominar a un jugador, el líder del grupo revela que sólo las verdaderas Nueve Hermanas (las creadoras de Avalon) saben cómo acceder al Especial A. Son interrumpidos por un helicóptero de ataque que mata a la mayoría de los jugadores. Debido a un retraso, los misiles del helicóptero se teletransportan frente a Ash. Ella se "reinicia" y abandona el juego, evitando por poco perder su avatar. De camino a casa, Ash nota que las personas a su alrededor están inmóviles, a excepción de un perro. En casa, después de terminar de preparar la comida para su perro, se da cuenta de que ha desaparecido. Oye pasar el helicóptero del juego.
Al día siguiente, Stunner conoce a Ash. Él le habla de un jugador de Obispo de alto nivel que puede hacer aparecer el fantasma y es buscado por los grupos que buscan ingresar al Especial A. Antes de convertirse en Unreturned, el propio Murphy era jugador de Bishop. En su casa, Ash recibe la visita del jugador Bishop. Él se ofrece a formar un grupo con ella y ella acepta. Ash llega a la terminal del juego y le dice a la recepcionista que planea ingresar al Especial A para buscar a Murphy. Ella ingresa al juego, a pesar de las advertencias de la recepcionista y el gerente general.
En el juego, Ash conoce al jugador Bishop, de quien sospecha que trabaja para las Nueve Hermanas . Llega Stunner y revela que ha estado ayudando a Bishop a reclutar a Ash todo el tiempo. El grupo se enfrenta a la Ciudadela, un jefe enorme. Stunner, Bishop y sus muñecos convocados distraen al gigante, mientras Ash ataca su punto débil. Después de que la Ciudadela es destruida, Stunner ve al fantasma. Luego, un enemigo le dispara. Antes de ser expulsado del juego, Stunner le cuenta a Ash la única forma de matar al fantasma. Ash persigue al fantasma y logra matarlo, convirtiéndolo en una puerta de entrada. Ash entra por la puerta de entrada y desaparece.
Ash "se despierta" de la cabina de juego, que se encuentra en su apartamento, vestida de civil y sin equipo. Bishop la contacta y le dice que está en Clase Real . La única forma de salir del juego es completar el objetivo: derrotar a los No Retornados que se quedan aquí. Ash toma el arma proporcionada y se dirige a su destino, un concierto con temática de Avalon a cargo de la Orquesta Filarmónica de Varsovia . En el camino, queda atónita ante el mundo vibrante y bullicioso, que contrasta marcadamente con los niveles anteriores y con el mundo exterior al juego. En la sala de conciertos, Ash ve a Murphy y salen para hablar. Mientras confronta a Murphy sobre su decisión de permanecer en el juego, él afirma que prefiere la "realidad" dentro de Avalon. Ash hiere mortalmente a Murphy, quien la insta a quedarse y luego desaparece. Ash entra a la sala de conciertos ahora vacía y ve el fantasma en el escenario. Ash apunta con su arma al fantasma, quien muestra una sonrisa. El texto "Bienvenido a Avalon" está mezclado.

## Producción
Aunque la película fue producida y dirigida por un equipo japonés, es un trabajo mitad europeo, mitad asiático ya que Avalon fue coproducida por una compañía cinematográfica polaca, protagonizada por actores polacos y filmada principalmente en Varsovia y en la Fortaleza Modlin, Polonia, con actores polacos. diálogo. Sin embargo, se creó un doblaje japonés para el lanzamiento japonés original de la película y está disponible en el DVD de la región japonesa 2.
"Rodarla en Japón era imposible", advirtió Oshii al entrevistador Andrez Bergen en un importante artículo que apareció en el periódico japonés Daily Yomiuri en 2004. "No pensé en utilizar un reparto japonés. Pensé en rodar en el Reino Unido o Irlanda, pero las ciudades y los paisajes de Polonia coincidían con mi imagen para la película".
Según Oshii, una de las ventajas de rodar la película en Polonia fue que las Fuerzas Armadas polacas estaban dispuestas a prestar su equipo (tanques T-72 y helicópteros de ataque Mi-24, entre otros) a los realizadores sin ningún coste adicional.
En Europa, Avalon se proyectó fuera de competición en el Festival de Cannes de 2001  y obtuvo premios en otros festivales europeos: en España, fue premiada como "Mejor Fotografía" en el Festival Internacional de Cine de Cataluña (2001), y en Estados Unidos, fue premiada como "Mejor Fotografía" en el Festival Internacional de Cine de Cataluña (2001). Kingdom, ganó el premio a la "Mejor Película" en Sci-Fi-London (2002).
Sin embargo, la película recibió sólo un lanzamiento limitado en Norteamérica (con la mayor parte de su base de fans creada a través de la circulación de DVD piratas importados de Asia) hasta que Miramax la lanzó en DVD a finales de 2003. La versión norteamericana ha añadido narración para que al público le resulte más fácil comprender la trama; Aunque se ofrece la opción de ver la película sin la sobregrabación en inglés, los subtítulos aún muestran el diálogo agregado. El DVD sin región británica tiene subtítulos literales en inglés que explican mejor la conexión con el Rey Arturo y no muestra diálogos adicionales. Esta ayuda al espectador no se utilizó en países europeos, como Francia, donde las ediciones locales solo incluyen subtítulos opcionales sobre la pieza de ópera cantada en polaco, únicamente en la versión original hablada en polaco.

## Videojuego
En una época no especificada existe un videojuego de realidad virtual online prohibido. Los jugadores luchan con armas modernas, medievales y de fantasía en un mundo marcado por la guerra. Los créditos obtenidos en el juego se pueden canjear en la vida real por dinero. A veces, generalmente con jugadores de mayor nivel, el espíritu de un jugador puede permanecer dentro del juego y el cuerpo vegeta en los hospitales del mundo real.
Oshii describe su juego como un "juego de rol militar ". Sin embargo, mezcla elementos de juegos de rol (como clases de personajes y puntos de experiencia) y juegos de disparos en primera persona (FPS) (que utilizan armas de fuego reales como pistolas semiautomáticas ( Walther PPK y Mauser C96 ), rifles de francotirador ( Dragunov SVD ) y lanzacohetes ( RPG-7 )); y también toma prestado de la serie Wizardry que Oshii jugó extensamente durante tres años en los que estuvo desempleado en la década de 1980.
Con estos dos géneros, comparte el principio común de jerarquía de jugadores. En Avalon, los jugadores se clasifican según tres niveles: Clase C, Clase B y Clase A. Se rumorea que los jugadores Elite Clase A pueden jugar un modo adicional oculto con reglas diferentes y denominado Clase SA (por "Especial A").
Para completar niveles dentro del juego, los jugadores deben derrotar a poderosos jefes de final de nivel similares a los que se encuentran en los videojuegos clásicos.
Los jugadores usan auriculares que sumergen sus sentidos en el mundo del juego. El diseño de la instalación de los auriculares y la silla está influenciado por el cortometraje francés de culto de ciencia ficción La jetée . Las estatuas sin cabeza también aparecen en esta película de 1962.
Como novedad interesante, esta película presenta la aparición de retraso, un error de juego debido a la desaceleración de la transferencia de red que se encuentra a menudo en los juegos en línea. Oshii muestra el retraso como una dolencia que provoca convulsiones físicas en el jugador durante estas desaceleraciones. La escena con Ash en el tranvía es una recreación en vivo de una escena similar que aparece en la película de anime de 1999 Jin-Roh, que Oshii escribió pero no dirigió. Esta escena está basada en la propia experiencia adolescente de Oshii, cuando solía pasar días enteros dando vueltas en bucle en la Línea Yamanote . 